# Чехословацька Федеративна Республіка
Чехословацька Федеративна Республіка — офіційна назва чехословацької держави від 29 березня 1990 року до 22 квітня 1990 року Назву держави було згодом на короткий час змінено на Чеську і Словацьку Федеративну Республіку. Офіційна назва: чеськ. Československá federativní Republika, словац. Česko-slovenská federatívna republika (ČSFR, ЧСФР), або Чехословаччина / Чехо-Словаччина.